# Kerstin Moheden
Kerstin Moheden, född Svensson 1 april 1917 i Stockaryd, död 2013, var en svensk skådespelare. Hon utvandrade till Spanien 1983. Moheden avled sommaren 2013. En minnestext över henne publicerades i Svenska Dagbladet den 8 juni 2013.  

## Filmografi
- 1941 – Landstormens lilla argbigga
- 1943 – Det brinner en eld
- 1947 – Försummad av sin fru
- 1950 – Pimpernel Svensson
- 1951 – Fröken Julie
- 1952 – Hon kom som en vind
- 1952 – Blondie, Biffen och Bananen
- 1953 – Kvinnohuset